# Steve Sholes
Steve Sholes (Washington, 12 februari 1911 - Nashville (Tennessee), 22 april 1968) was een Amerikaans muziekproducent die in die hoedanigheid een rol heeft gespeeld bij de commerciële opmars van de countrymuziek na de Tweede Wereldoorlog.
Hij werkte in hoge functies bij de platenmaatschappij RCA Records in New York. Hij legde zich toe op de werving en contractering van country & western- en rhythm-and-blues-muziektalent. Hij contracteerde onder andere gitarist Chet Atkins en Elvis Presley bij RCA.
Onder leiding van Sholes werd RCA eind jaren 50 een belangrijk label van countrymuziek, met artiesten als Elton Britt, Eddie Arnold, the Browns, Homer & Jethro, Hank Snow, Hank Locklin, Jim Reeves, Pee Wee King.
Sholes werd in 1957 opgenomen in de Country Music Hall of Fame, een instelling waar hij zelf aan de totstandkoming had meegewerkt.